# 金明旭
金明旭（韓語：김명욱），韓國電視劇導演。

## 作品列表

### 電視劇
- 2004年：KBS《新娘18歲》
- 2005年：KBS《她回來了》
- 2008年：KBS《你是我的命運》
- 2010年：KBS《笑吧！東海》
- 2013年：KBS《至誠感天》
- 2015年：KBS《我們家蜜罈子》
- 2017年：KBS《沒有名字的女人》
- 2019年：KBS《左撇子妻子》

### 製作人作品
- 2007年：KBS《愛也好恨也好》

## 外部連結
- NAVER （页面存档备份，存于）